# 게자리 알파
게자리 알파(영어: Alpha Cancri, α Cancri, 약칭: Alpha Cnc, α Cnc), 또는 아쿠벤스(영어: Acubens, 영어 발음: /ˈækjuːbɛnz/)는 게자리에 있는 항성계이다.

## 명칭
게자리 알파(α Cancri)는 이 항성계를 바이어 명명법으로 표기한 것이다.
전통적인 이름 아쿠벤스 Acubens는 아랍어  الزبانى (알 주바나, ‘집게발들’)에서 유래한 이름이다. 두 번째 이름 세르탄 Sertan 은 아랍어로 ‘게’를 뜻하는 단어 ‘알-사라탄’에서 온 것이다. 국제천문연맹 산하 항성명칭 워킹그룹(WGSN)은 이 계의 구성원 게자리 알파 Aa에 고유 명칭으로 ‘아쿠벤스’를 부여했다.

## 특징
게자리 알파는 겉보기등급 4.20의 4등급 항성으로 관측 조건이 양호할 경우 맨눈으로 희미하게 보이는 수준의 밝기로 빛난다. 그럼에도 불구하고 이 별의 광도는 태양의 23 배에 이른다. 알파별의 분광형은 A5m이다. 가이아 데이터 2차 방출에서 제공한 연주시차에 따르면 지구로부터 이 별까지의 거리는 대략 164 광년 또는 50 파섹이다. 게자리 알파는 황도 근처에 있기 때문에 달에 가릴 수 있으며 매우 드물지만 행성들이 알파 앞을 지나갈 수도 있다.
주성 게자리 알파 A는 겉보기등급 +4.26의 A형 주계열성이다. 계의 반성 게자리 알파 B는 11 등급 밝기의 항성이다. 1836년 당시 B의 방위각은 325 도였고 주성 A로부터 11.3 초각 떨어진 곳에 있었다.
게자리 알파 A는 엄폐 사건 중 입수한 광도곡선을 연구한 결과를 볼 때 밝기가 비슷한 두 별이 0.1 초각 떨어져 있는 근접쌍성인 것으로 보인다.